# Maximilian Poppe
Johann Cornelius Maximilian Poppe (* 13. Mai 1804 in Leipzig; † 19. Januar 1877 ebenda) war ein deutscher Gastwirt, Architekt, Schriftsteller und Historiker.

## Leben und Wirken
Maximilian Poppe wurde als Sohn des Gastwirtes Johann Andreas Poppe (1771–1841) geboren, der seit 1814 Besitzer des Leipziger Kaffeehauses Zum Arabischen Coffe Baum war, welches zu dem Zeitpunkt den Namen Kaffeebaum trug. Nach dem Besuch der Bürgerschule studierte er bis 1824 Architektur an der Leipziger Kunstakademie und an der Akademie der bildenden Künste in Dresden. Ab 1826 unterstützte Poppe seinen Vater bei der Leitung des Kaffeehauses, 1833 übernahm er es mit seinem älteren Bruder Heinrich Poppe (1803–1867) komplett. Im selben Jahr heiratete er am 27. November Johanna Christiane Rausch (1814–1896), Tochter eines Großdölziger Gastwirtes. Aus dieser Ehe gingen sechs Kinder hervor.
Unter Poppes Leitung erlebte das Kaffeehaus seine Blütezeit als Sitz von Stammtischen mit in Leipzig lebenden Künstlern, Gelehrten und Politikern. So waren beispielsweise die Davidsbündler um Robert Schumann regelmäßig im Kaffeebaum zu Gast. 1848/1849 war er Mitglied des Leipziger Vaterlandvereins, über seine Gastwirtschaft war er mit Robert Blum befreundet. 1863 zog sich Poppe ins Privatleben zurück, seine über Jahre hinweg zusammengetragene Sammlung von etwa 5.000, teilweise sehr wertvollen Büchern zur Leipziger Stadtgeschichte verkaufte er 1873 an den Verein für die Geschichte Leipzigs. Diese Sammlung sollte später den Grundstock für die Bibliothek des Stadtgeschichtlichen Museums Leipzig bilden.
Maximilian Poppe beschäftigte sich zeitlebens auch ausführlich mit der Leipziger Stadtgeschichte, mit den Napoleonischen Kriegen und mit der Revolution 1848/1849. Neben seinen gedruckten Schriften hinterließ er mehrere umfangreiche eigenhändige Manuskripte sowie zahlreiche Dokumente und Autographe zu diesen Themen, die neben Urkunden und Architekturzeichnungen von ihm ebenfalls im Stadtgeschichtlichen Museum Leipzig zu finden sind.
Seine Chronologische Übersicht der wichtigsten Begebenheiten aus den Kriegsjahren 1806–1815 wurde in Auszügen zwischen 1988 und 1993 unter dem Titel Leipzigs Völkerschlacht in drei Auflagen als Miniaturbuch nachgedruckt.

## Schriften (Auswahl)
- Kurze Darstellung der Einführung der Reformation in Leipzig zum Gedächtniß der 300jährigen Jubelfeier, nebst dem Wichtigsten aus den Jubeljahren 1639 und 1739, mit einigen Bemerkungen. Serigsche Buchhandlung, Leipzig 1839, online.
- Die Baugesetze des Königreichs Sachsen. Vollständiges Repertorium aller ältern und neuern Gesetze und Verordnungen in Bezug auf das Bauwesen in Sachsen. Nebst doppeltem Register. Baumgärtner, Leipzig 1841, online.
- (Hrsg.): Chronologische Übersicht der wichtigsten Begebenheiten aus den Kriegsjahren 1806–1815. Mit besonderer Beziehung auf Leipzigs Völkerschlacht und Beifügung der Original-Dokumente. Nebst Anhang: Die deutsche Bundesacte, die geheimen Carlsbader und Wiener Beschlüsse. Erster Band: 1806–1812. Theodor Thomas, Leipzig 1848, online.
- (Hrsg.): Chronologische Übersicht der wichtigsten Begebenheiten aus den Kriegsjahren 1806–1815. Mit besonderer Beziehung auf Leipzigs Völkerschlacht und Beifügung der Original-Dokumente. Nebst Anhang: Die deutsche Bundesacte, die geheimen Carlsbader und Wiener Beschlüsse. Zweiter Band: 1813–1815. Theodor Thomas, Leipzig 1848, online.